# 11. дивизија ПВО
11. дивизија ПВО (11. д ПВО) била је дивизија противваздушне одбране Југословенске народне армије. Формирана је 25. јула 1966. преформирањем 1. зоне ПВО. Команда дивизије је била у Београду (Бањица) а надлежност јој је била одбраан ваздушног простора источног дела државе. Њена команда фебруара 1986. преформирана је у 1. корпус РВ и ПВО.

## Организација
У току свог постојања, дивизија је била самостална, па потчињена 1. ваздухопловном корпусу према наредби из 1976. која је извршена 1978. и све до 1986. у саставу је овог корпуса.

### Потчињене јединице
Дивизија се састојала од 1-2 ловачка пука, 1-2 ракетна пука-бригаде, 1 пука ВОЈИН и других мањих јединица.
Авијацијске јединице
- 83. ловачки авијацијски пук
- 204. ловачки авијацијски пук

Ракетне јединице ПВО
- 250. ракетна бригада ПВО
- 450. ракетни пук ПВО

Јединице ВОЈИН
- 1. пук ВОЈИН

## Команданти дивизије
- Љубиша Ћургуз (25. јул 1966 - август 1968)
- Стеван Роглић (август 1966 - 29. јун 1970)
- Бојан Савник (29. јун 1970 - септембар 1971)
- Радован Срећковић (септембар 1971 - 26. јун 1972)
- Исмет Куленовић (26. јун 1972 - 27. сепрембар 1976)
- Алекса Ристић (27. сепрембар 1976 - октобар 1979)
- Бранко Гајевић (октобар 1979 - 7. септембар 1981)
- Божидар Стефановић (7. септембар 1981 - 28. фебруар 1986)